# Hylesia gyrex
Hylesia gyrex är en fjärilsart som beskrevs av Dyar 1913. Hylesia gyrex ingår i släktet Hylesia och familjen påfågelsspinnare. Inga underarter finns listade i Catalogue of Life.